# Шато-Сен-Луї

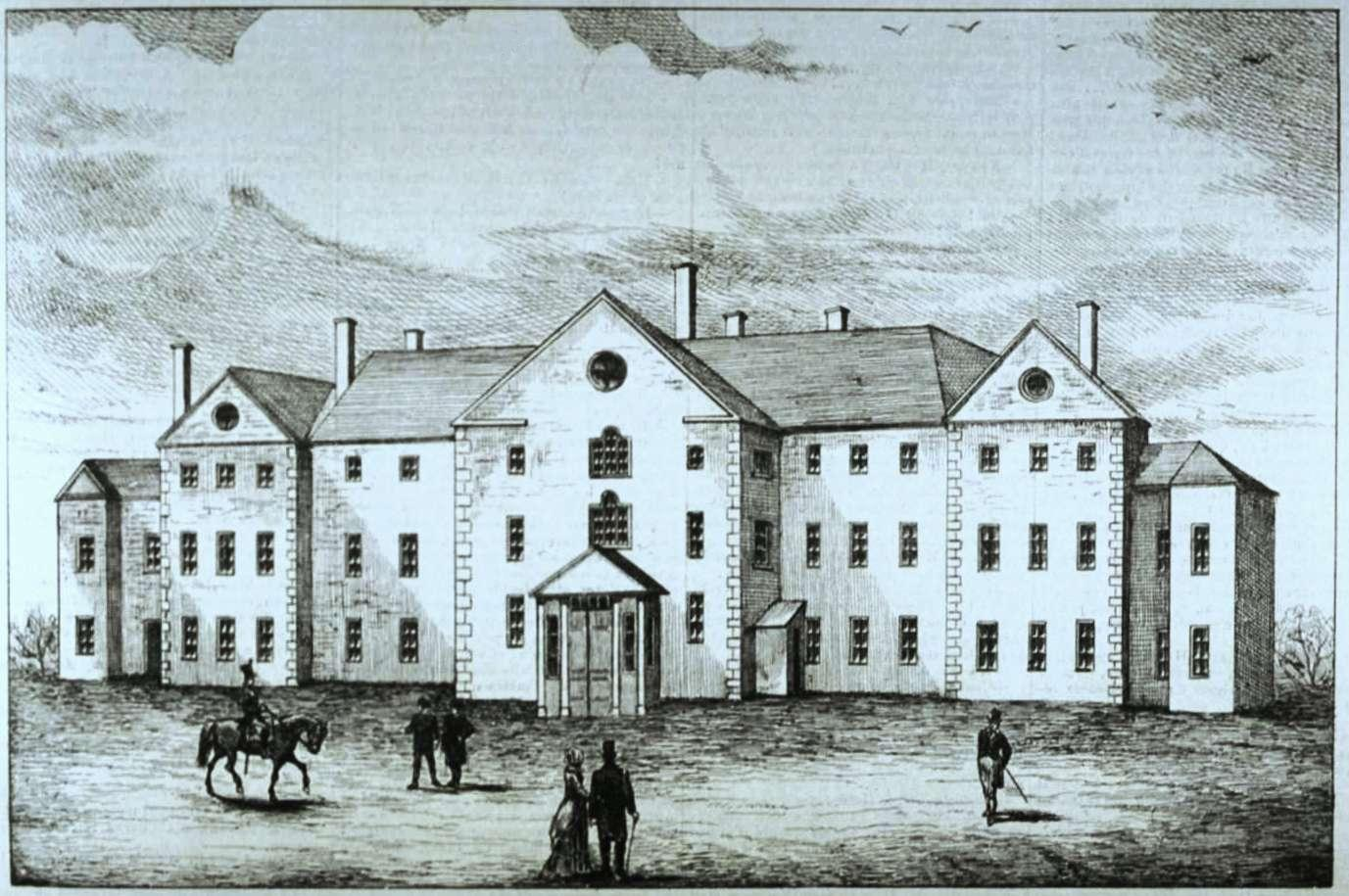
Шато-Сен-Луї у Квебеку (1620—1834)

Шато-Сен-Луї (фр. Château Saint-Louis) у Квебеку була офіційна резиденція губернатора Нової Франції, а потім британського губернатора Квебеку, генерал-губернатора Британської Північної Америки і віце-губернатора Нижньої Канади.

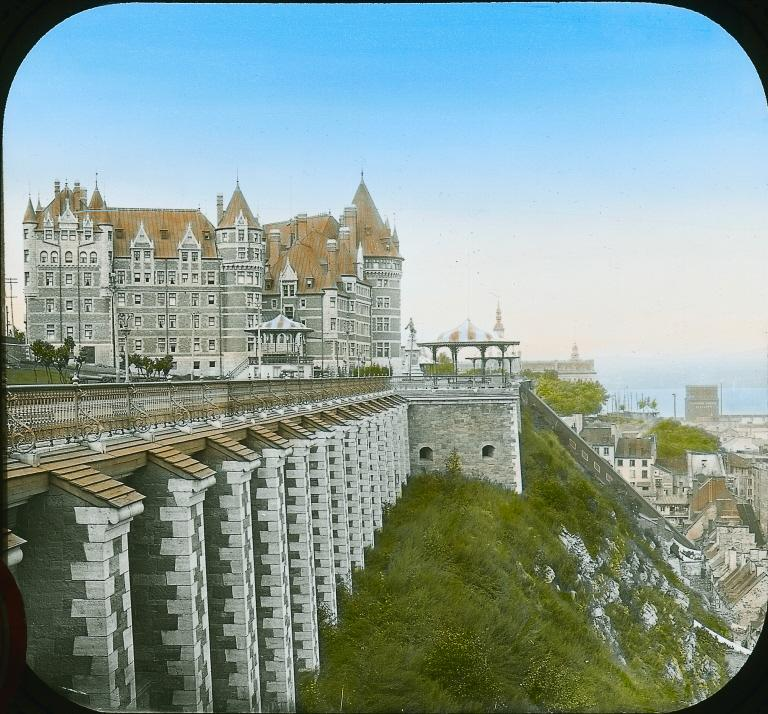
Тераса Дафферіна

## Історія
Побудований у 1620 р. Самюелем де Шампленом. Форт Сен-Луї став резиденцією уряду Нової Франції у 1646 р. і був названий на честь короля Франції Людовика XIII. Луї де Бюад де Фронтенак перебудував замок з 1692 по 1700 роки. Замок був відновлений після завоювання англійцями Квебеку, але був знищений пожежею у 1834 році. На руїнах замку у 1838 р. побудована дерев'яна платформа, а у 1878 р. на цьому місці будують терасу Дафферіна.